# 悉尼·克羅斯比
悉尼·帕特里克·克羅斯比OC（1987年8月7日—），生于加拿大新斯科舍省哈利法克斯，加拿大职业冰球运动员，担任北美国家冰球联盟（NHL）匹兹堡企鹅队的队长，场上位置为中锋。克罗斯比在2005年NHL选秀大会上被企鹅队以第一顺位的状元签选中。克罗斯比在哈利法克斯出生和长大，被认为是冰球历史上最受赞誉的新星之一，并被广泛认为是有史以来最伟大的冰球运动员之一。
在国际赛场上，克罗斯比曾多次代表加拿大队出战。他在2005年世界青年锦标赛上夺得金牌，随后入选加拿大队参加2010年温哥华冬奥会。在与美国队的决赛中，他在加时赛中攻入制胜一球。在2014年索契冬奥会上，克罗斯比担任加拿大队队长，蝉联奥运金牌。一年后，克罗斯比又率领国家队在布拉格世锦赛上夺金，从而成为“三冠王”，也是其中唯一一位三次夺冠都担任队长的球员。2016年，克罗斯比率领加拿大队夺得冰球世界杯金牌，并以全票当选。